# José Luis Balcárcel
José Luis Balcárcel fue un abogado guatemalteco, que en su juventud formó parte de la generación del 20 de Guatemala, la cual, tras participat en el derrocamiento de Manuel Estrada Cabrera en 1920, conformó la Asociación de Estudiantes El Derecho y la Asociación de Estudiantes Universitarios de la Universidad Nacional. Su trágica muerte ocurrió en 1929, cuando el avión en que viajaba hacia Zacapa, se estrelló en la Ciudad de Guatemala, poco después de despegar; el piloto de aquel avión era el célebre piloto guatemalteco Jacinto Rodríguez Díaz.

## Biografía

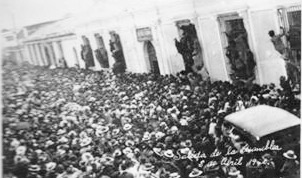
Movimiento popular unionista que resultó en la caída del presidente Manuel Estrada Cabrera en abril de 1920. Este movimiento popular Balcárcel tuvo importante participación junto a otros estudiantes universitarios.

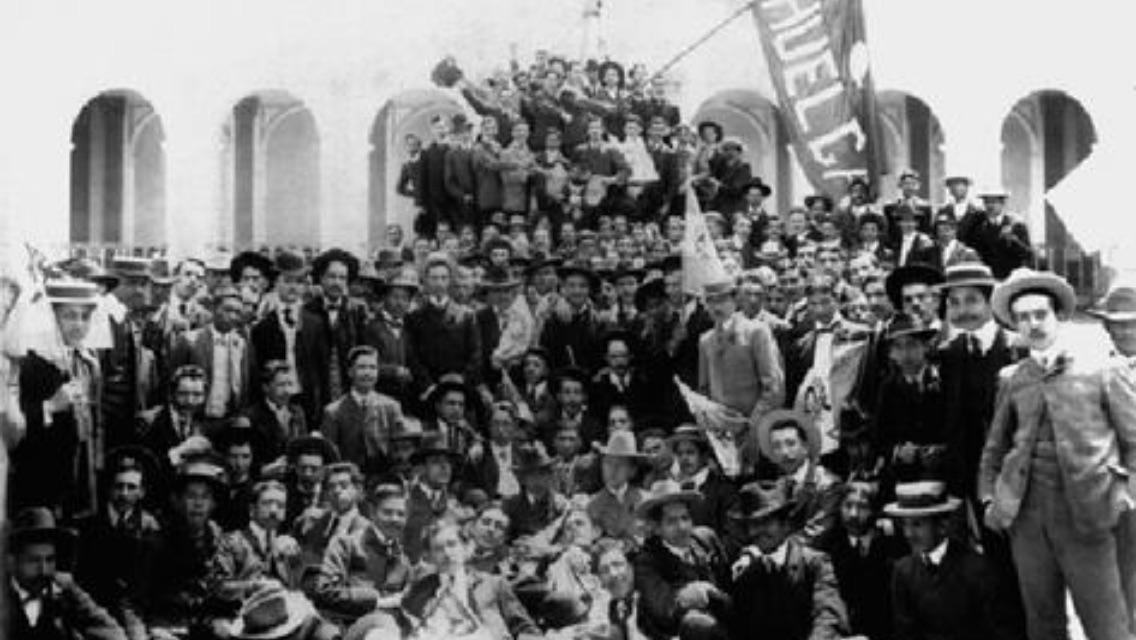
Balcárcel fue miembro del Honorable Comité de Huelga de Dolores de 1922.

En su juventud perteneció a la Generación del 20 de la Universidad Nacional y fue compañero de estudios de Miguel Ángel Asturias, David Vela, Alfonso Orantes, Clemente Marroquín Rojas y Manuel Coronado Aguilar, entre otros, en la Escuela Facultativa de Derecho y Notariado.
Junto con sus compañeros de la Facultad de Derecho de la Universidad Nacional participó en los movimientos estudiantiles de finales de 1919 y principios de 1920, que en conjunto con las actividades del Partido Unionista terminaron por derrocar al Presidente de Guatemala licenciado Manuel Estrada Cabrera el 14 de abril de 1920.  Durante el gobierno de Carlos Herrera y Luna participó en la fundación de la Asociación de Estudiantes El Derecho y la Asociación de Estudiantes Universitarios.  En 1922, ya tras el golpe de Estado del general José María Orellana, fue el presidente del Honorable Comité de Huelga de Dolores, la cual fue reiniciada tras largos años de prohibición.
Durante el gobierno del general Lázaro Chacón fue nombrado Secretario de la Comisión de Límites con Honduras.

## Muerte

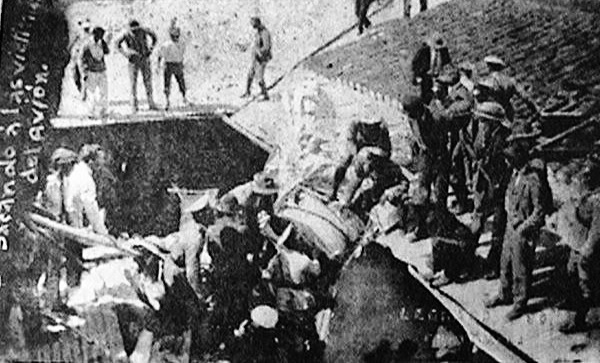
Fotografía del accidente aéreo del 28 de septiembre de 1929 y en el que perdió la vida Balcárcel.

Balcárcel perdió la vida el 28 de septiembre de 1929, en un trágico accidente aéreo conocido como el Avionazo del callejón de Dolores. El vuelo era pilotado por el piloto coronel Jacinto Rodríguez Díaz y también iban como pasajeros el niño Carlos Montano Novella y el Ing. Julio Montano Novella, en ese entonces Cónsul de Guatemala en Nueva York. Todos, excepto el Ing. Montano, perdieron la vida en aquel accidente.

## En ficción
- Es el personaje Chocochique Balcárcel en la novela Viernes de Dolores de Miguel Ángel Asturias.[3]